# بارش شهابی امیکرون قنطورسی
بارش شهابی امیکرون قنطورسی یک بارش شهابی است. نورباران این بارش در قنطورس قرار دارد و از این رو از نیمکره شمالی قابل رویت نیست. این بارش شهابی در ماه‌های ژانویه و فوریه روی می‌دهد.